# Zarma

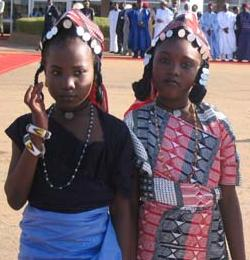
Meisjes in traditionele Zarmakleding

Zarma (ook: Zerma, Dyerma, Dyarma, Dyabarma, Zabarma, Adzerma, Djerma en Zarbarma) is een etnische groep in West-Afrika die met name in Niger woonachtig is. Ze leven voornamelijk van de landbouw. De taal van het volk heet eveneens Zarma.
In Niger leven de Zarma in het westen van het land rondom de hoofdstad Niamey. In Burkina Faso wonen ze verspreid over delen van het oosten van het land aan de grens met Niger. In Nigeria wonen ze in het uiterste westen van het land aan de grens met Niger. In Ghana en Benin wonen ze verspreid in groepen in met name het noorden van beide landen. Daarbij wonen er nog Zarma in Mali.

## Personen
- Zabar Khane, legendarische held en stamvader van de Zarma;
- Mali Béro, legendarische held en aanvoerder van de exodus van de Zarma in de 15e eeuw;
- Hamani Diori (1916-1998), eerste president van de Republiek Niger;
- Alphadi (1957), modeontwerper.